# Plebejus maritimus
Plebejus maritimus är en fjärilsart som beskrevs av Stephens 1825. Plebejus maritimus ingår i släktet Plebejus och familjen juvelvingar. Inga underarter finns listade i Catalogue of Life.